# Menegazzia norstictica
Menegazzia norstictica är en lavart som beskrevs av P. James. Menegazzia norstictica ingår i släktet Menegazzia och familjen Parmeliaceae.   Inga underarter finns listade i Catalogue of Life.